# Hrvatski kup 2007/08. (ženski vaterpolo)
Hrvatski kup u vaterpolu za žene 2007/08.

## Poluzavršnica
Završni turnir se igrao u Zagrebu 18. i 19. travnja 2008.
18. travnja

Mladost - Viktoria 10:8

Bura - Jug 15:14 (nakon produžetaka)

## Za 3. mjesto
19. travnja

Viktoria - Jug 12:8

## Završnica
19. travnja

Mladost - Bura 6:5
Osvajačice hrvatskog kupa za 2007/08. godinu su vaterpolistice Mladosti.